# 27 클럽

존 키스가 그린 텔아비브의 27 클럽 거리 벽화는 그 클럽의 몇몇 유명한 회원들을 묘사하고 있다. 왼쪽에서 오른쪽으로: 브라이언 존스, 지미 헨드릭스, 재니스 조플린, 짐 모리슨, 장미셸 바스키아, 커트 코베인, 에이미 와인하우스.

27 클럽(영어: 27 Club)은 27세에 사망한 대중음악 음악가들을 부르는 말이다. 대부분 약물 중독, 자살, 살인 등으로 사망한 경우가 많으며, 이들은 악마와 계약해 실력을 얻는 대신 27세에 죽었다는 괴담도 있다.

## 목록
- 루이스 쇼뱅
- 로버트 존슨
- 브라이언 존스
- 지미 헨드릭스
- 재니스 조플린
- 짐 모리슨
- 장미셸 바스키아
- 에이미 와인하우스
- 조너선 브랜디스
- 안톤 옐친
- 커트 코베인
- 샤이니(종현)

## 같이 보기
- 아포페니아
- 9번의 저주